# Monique
Pour les articles homonymes, voir Monique (homonymie).
Monique est un prénom féminin.

## Origine du prénom
Issu du latin Monica, le prénom Monique se réfère à Monique d'Hippone, ou sainte Monique, née vers 332 et morte vers 387.
Fête : le 27 août.

## Variantes
- en allemand : Monika ;
- en anglais : Monica ;
- en espagnol : Mónica ;
- en hongrois : Mónika ;
- en italien : Monica.